# Templo Zu Lai
El Templo Zu Lai (en chino, 如來寺), es un templo budista, inaugurado el 5 de octubre de 2003, que está localizado en la ciudad de Cotia,  con acceso por el km 28 de la Carretera Raposo-Tavares en el estado de São Paulo. El edificio es el mayor templo budista de América Latina, con 10 000 metros cuadrados de área construida, ocupando un terreno total de 150 000 metros cuadrados.
Conectado al monastério Fo Guang Shan, con raíz en el Budismo Mahayana, el Templo Zu Lai tiene como objetivo el mantener la tradición de la naturaleza budista, dejándola al alcance del público general. Sus visitantes utilizan las enseñanzas del Budismo Humanista con el objetivo de enseñar los principios de la orden budista Fo Guang Shan, divulgando el Budismo a través de la educación, cultura, filantropía y purificación espiritual.

## Historia

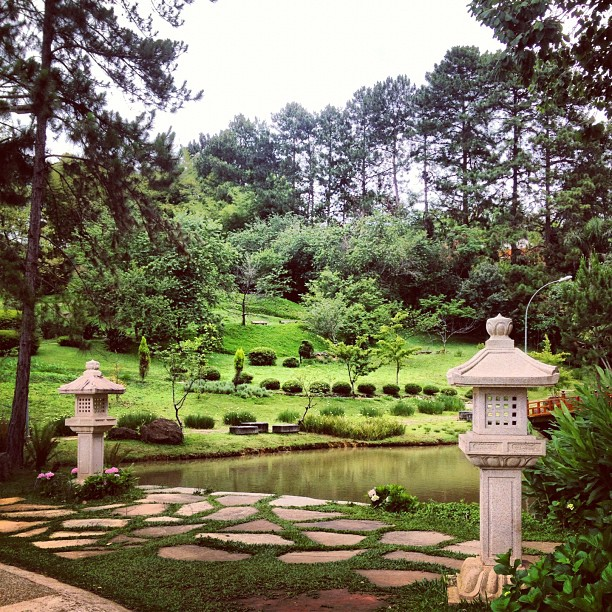
Jardines y lago del Templo..

En 1992 el maestro budista Hsing Yün llegó a Brasil, bajo la invitación del templo Kuan Yin de la ciudad de São Paulo, para una ceremonia. Una pareja presente, matrimonio de apellido Chang,  preguntó si él no podría dejar un monje de su comitiva en el país para que las lecciones tuvieran continuidad en la localidad. La monja Jue Cheng se dispuso a quedarse e iniciar el proyecto, ganando posteriormente el nombre de Mestra Sinceridade (en portugués Maestra Sinceridad).
La pareja que pidió al maestro que dejara un monje en Brasil, donó una casa y un terreno en el campo para que los trabajos fueran realizados. Siendo inicialmente pequeña, se hizo un espacio para las ceremonias, cultos y ritos.
Cuatro años más tarde el número de seguidores pasaba de cien, lo que llevó la necesidad de ampliarse el espacio. A pesar de la reforma hecha, el local aún no presentaba condiciones suficientes para satisfacer las necesidades de espacio de los seguidores, fue entonces cuando se optó por la construcción de un templo mayor.
Como los arquitectos brasileños involucrados en el proyecto no conocían la arquitectura de un templo, la Mestra Sinceridade montó un equipo que viajó a China con el objetivo de conocer los templos de la Dinastía Tang.
La primera piedra de los cimientos del edificio fue puesta en 1999. Como las tejas y el pretil del templo necesitaban ser importadas de China, ya que en la época nadie en Brasil hacía este tipo trabajo, los recursos fueron insuficientes para que las obras tuvieran inicio inmediato, lo que aplazó la inauguración del Templo Zu Lai hasta octubre de 2003.

## Significado

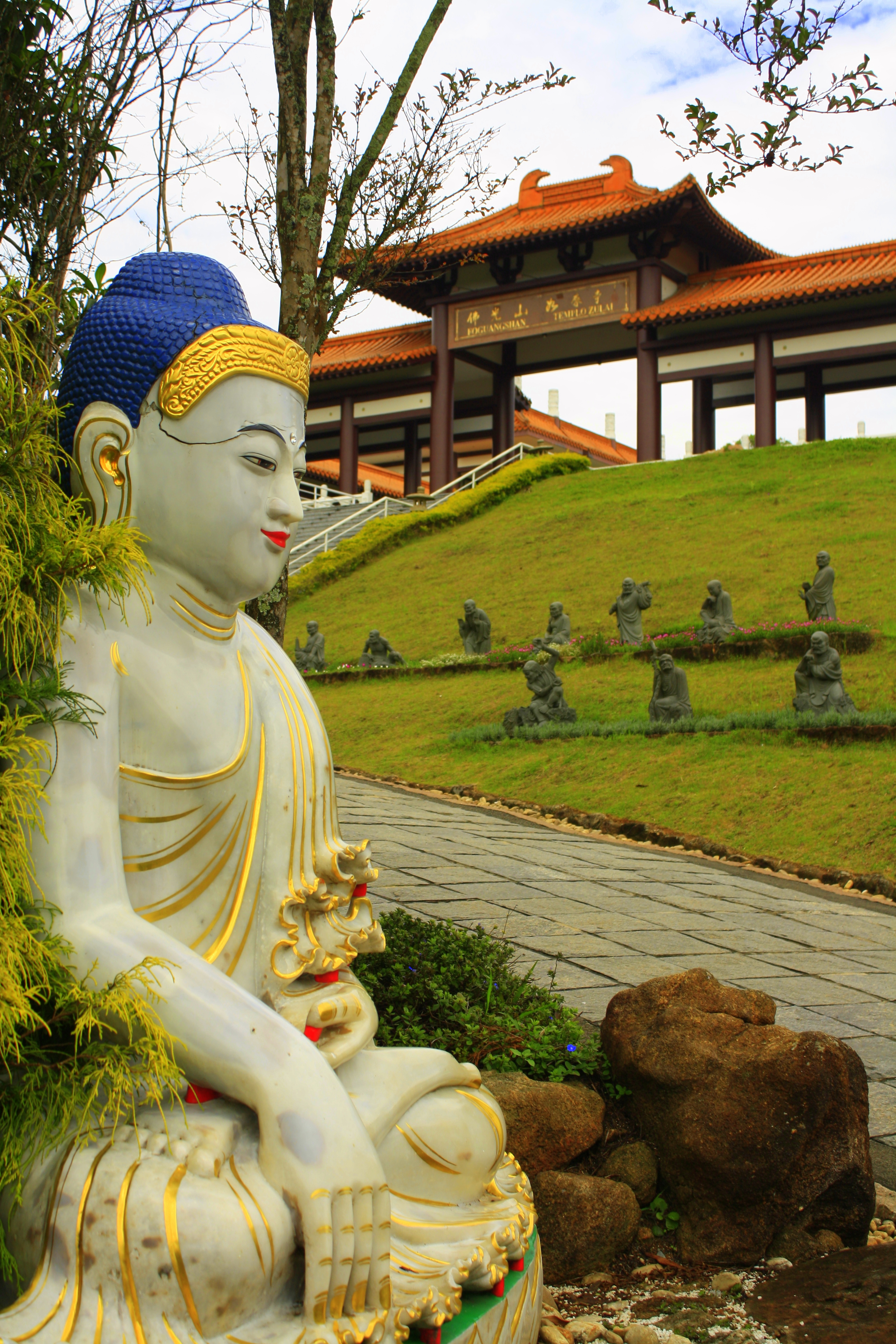
La Entrada del Templo

El término Zu Lai provienede la transliteración, del chino hacia el portugués, de un término que significa “aquel que así fue/vino”.